# Harry Lookofsky
Harold „Harry“ Lookofsky (* 31. Oktober 1913 in Paducah, Kentucky; † 8. Juni 1998) war ein US-amerikanischer Jazzgeiger.
Lookofsky begann als klassischer Musiker, studierte in St. Louis und war 1934 bis 1938 Mitglied des St. Louis Symphony Orchestra und 1938 bis 1950 im NBC Symphony Orchestra in New York. Er spielte aber auch Tanzmusik in den Orchestern von  Isham Jones (1929) und Vincent Lopez (1934). Er arbeitete viel als Studiomusiker.
Er war ein Bewunderer von Joe Venuti und griff als einer der ersten Violinisten den Bebop auf. Das ist auf seinem Album Stringsville (Atlantic Records, 1959) zu hören (wobei die Bebop-Soli alle ausgeschrieben und nicht improvisiert sind) und für Miracle in Strings (1954, Phillips) nahm er die Solostimmen der Jazzinstrumente als Streicher auf, was dann im Overdub-Verfahren zusammengesetzt wurde.
Gelegentlich spielte er Tenor-Violine, einem Instrument mit Stimmlage zwischen Cello und Viola (um sich dem Tenorsaxophon anzunähern).
Er spielte außerdem mit Quincy Jones, Jaco Pastorius, Sarah Vaughan, George Benson, Freddie Hubbard.
Er ist der Vater des Keyboarders Michael Brown (Left Bank).